# Площа Героїв Євромайдану (Чортків)
Площа Героїв Євромайдану (до 31 січня 2014 року — Центральна площа міста Чорткова) — центральна площа Чорткова.

## Історія
31 січня 2014 року центральну площу міста Чорткова перейменовано на площу Героїв Євромайдану враховуючи трагічні події, які відбулися на вулиці Грушевського в Києві 2014 року; численні факти побиття мирних громадян, а також криваві події, які призвели до людських жертв.
У червні 2019 року на площі відбувалися деякі заходи в рамках військово-історичного фестивалю «Чортківська офензива».
До 500-річчя Чорткова міська влада планує відреставрувати площу.

## Пам'ятники
26 серпня 1991 року демонтовано пам'ятник Володимиру Леніну.
У 1995 році на площі встановили пам'ятник Тарасові Шевченку.